# Сараван (дегестан)
Сараван (перс. سراوان) — дегестан в Ірані, у бахші Санґар, в шагрестані Решт остану Ґілян. За даними перепису 2006 року, його населення становило 13986 осіб, які проживали у складі 3783 сімей.

## Населені пункти
До складу дегестану входять такі населені пункти:
- Ґолсарак
- Джукул-Бандан
- Емамзаде-Гашем
- Казіян
- Кача
- Мушанґа
- Сараван